# Magnar Florholmen
Magnar Florholmen (21 settembre 1957) è un ex calciatore norvegese, di ruolo attaccante.

## Carriera

### Club
Florholmen giocò 100 partite con la maglia del Rosenborg, realizzando 23 reti. Di queste, 89 incontri furono nella 1. divisjon, con 21 marcature all'attivo.